# Les Enfants gâtés
Les Enfants gâtés est un roman de Philippe Hériat publié le 21 juillet 1939 et ayant obtenu le prix Goncourt la même année. Publié cinq années avant le roman Famille Boussardel, Les Enfants gâtés constitue cependant, dans la chronologie du récit, le second tome de la suite romanesque des Boussardel.

## Historique
Le roman remporte le prix Goncourt de 1939 lors du deuxième tour de scrutin, avec un total de 6 voix. Robert Brasillach, pour son livre "Les Sept Couleurs", a obtenu 2 voix. Madame Simone, avec "Le Paradis Terrestre", et Julien Blanc, avec "Toxique", ont reçu chacun une voix,.

## Éditions
- Les Enfants gâtés, Éditions Gallimard, Paris, 1939  (ISBN 2070231917).